# Henri Beyaert
Pour les articles homonymes, voir Beyaert.

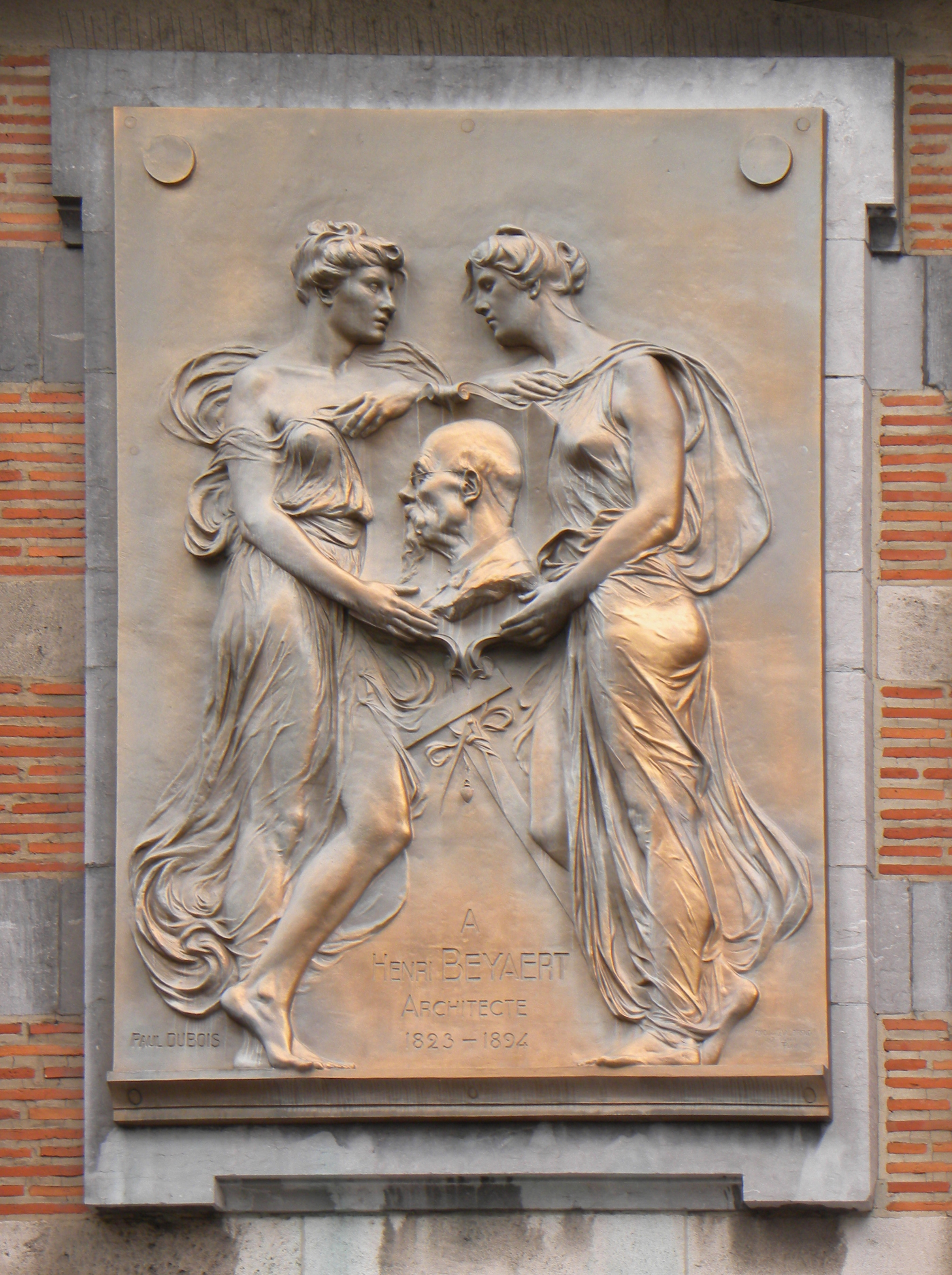
Portrait d'Henri Beyaert par le sculpteur Paul Dubois sur la façade latérale de la Maison des Parlementaires, rue Ducale à Bruxelles (édifiée par Beyaert).

Henri (ou Hendrik) Beyaert, né le 29 juillet 1823 à Courtrai et mort le 22 janvier 1894 à Bruxelles, est un architecte belge, et l'un des principaux représentants de l’architecture éclectique en Belgique.

## Biographie
Henri Joseph François Beyaert né 29 juillet 1823 à Courtrai est le fils de Louis Beyaert, modeste imprimeur, et de Sophie Feys. En 1850, il épouse Joséphine Fontaine, commerçante, avec qui il aura un unique enfant en 1851, Léon Eugène Beyaert qui décèdera en 1857. Sans divorcer de son épouse, il aura avec sa compagne Athalie Dhuicque, de 25 ans sa cadette, quatre autres enfants, dont l'ainé, Eugène Dhuicque sera également architecte,.
Il suit sa scolarité au Collège Saint-Amand de Courtrai. Il suit également les cours de dessin dans l'académie de dessin locale où il obtient le premier prix de dessin en 1838.
Il se découvre une vocation pour l’architecture à l’âge de 19 ans, alors qu’il est employé de banque dans sa ville natale de Courtrai. Il abandonne aussitôt son poste et travaille comme apprenti-maçon sur le chantier de la gare de Tournai. Il monte ensuite à Bruxelles où il suit les cours de l’Académie royale des beaux-arts de Bruxelles de 1842 à 1846. Il y obtient le premier prix d'architecture en 1846. Parallèlement, il gère une librairie pour s'assurer une maigre subsistance. La ville de Courtrai lui octroie une bourse pour lui permettre de poursuivre ses études à l’abri de la misère. De même, l'architecte bruxellois Félix Janlet, conscient de ses qualités exceptionnelles, l’engage en 1843 dans son atelier. Beyaert collaborera avec lui jusqu'en 1851.
Une fois ses études terminées, il est engagé chez Joseph Dumont, spécialisé dans l'architecture du Moyen Âge.
Il était membre de la Commission royale des Monuments et des Sites (1865-1894) et membre titulaire, à partir de janvier 1888, de la classe des beaux-arts de l'Académie royale de Belgique.
Sur le plan politique, il est élu conseiller communal de Bruxelles-ville (1867-1881).
Il décède le 22 janvier 1894 à Bruxelles d'une broncho-pneumonie. Ses funérailles sont célébrées à l'église Saint-Jacques-sur-Coudenberg le 25 janvier 1894 et il est inhumé au Cimetière de Bruxelles à Evere.

## Démarche architecturale

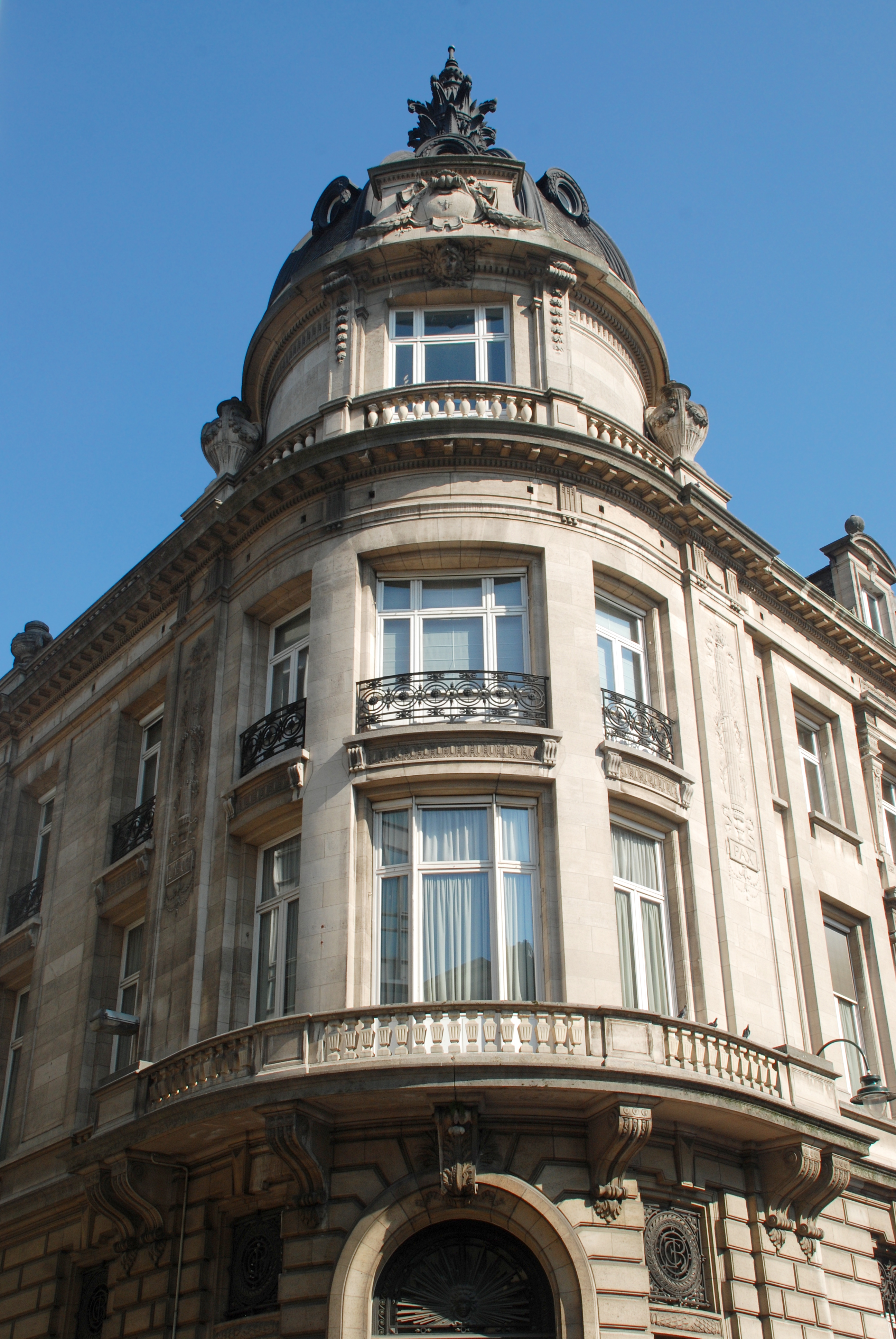
Ancien siège de la Caisse Générale d'Épargne et de Retraite.

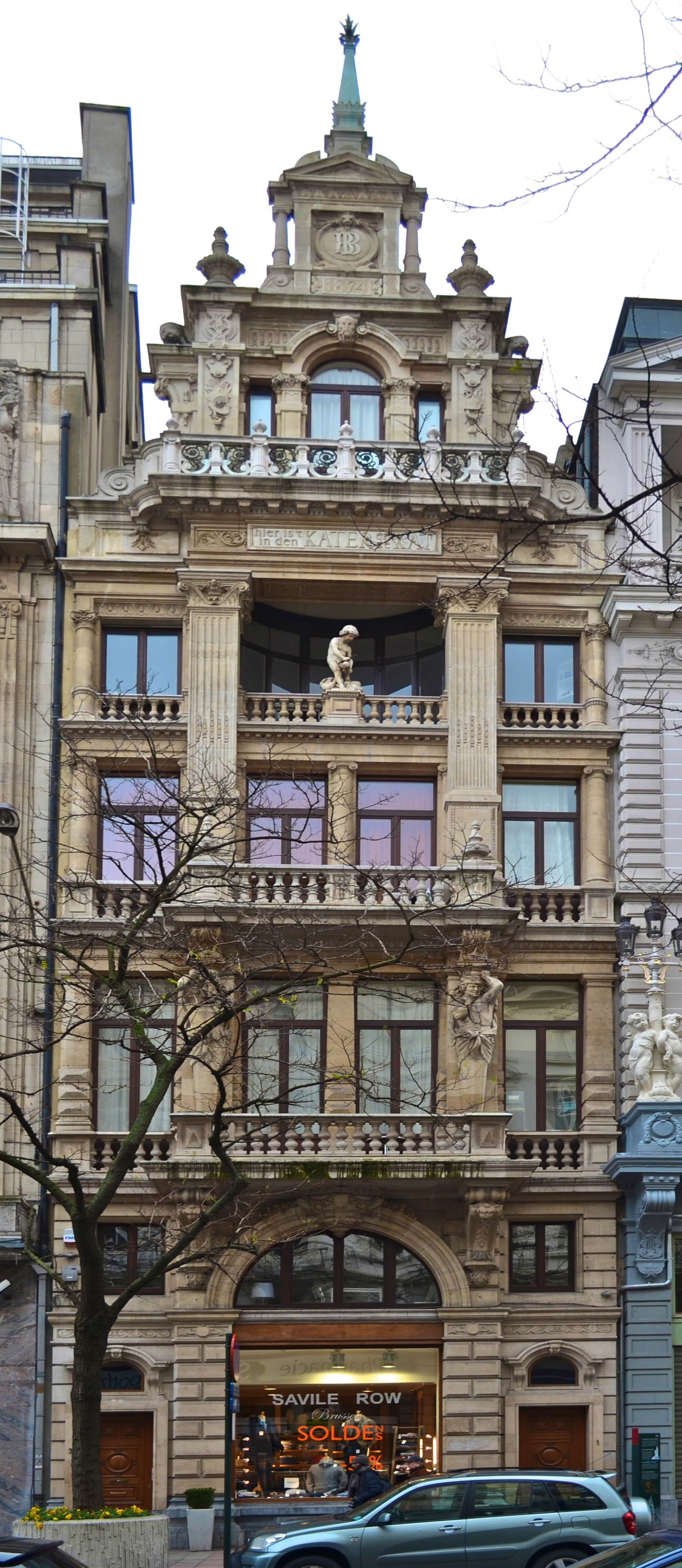
Maison des Chats, 1er prix du concours de 1876

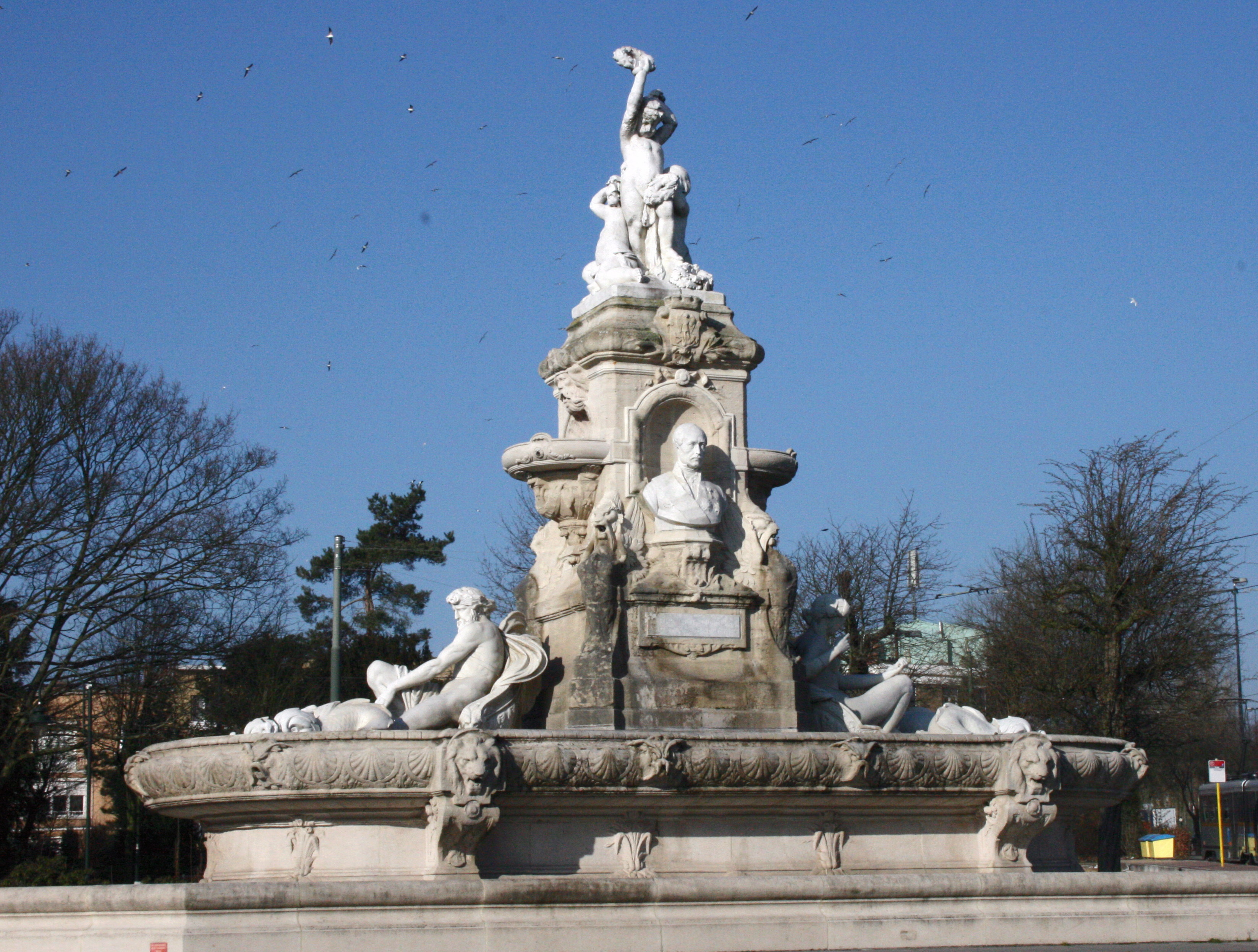
Fontaine de Brouckère

Fortement influencé par son professeur, Tilman-François Suys, dont il mettra de son propre aveu la deuxième moitié de sa vie à oublier ce qu’il lui avait appris dans la première, il commence par ressusciter le style Louis XVI dans ses premiers hôtels particuliers à l’avenue des Arts et à la chaussée de Charleroi. Il s’attaque ensuite, avec Wynand Janssens, à l’hôtel de la Banque Nationale, d’un style néo-classique très chargé influencé par les réalisations parisiennes de l’époque. La restauration et la transformation en musée de la porte de Hal (1868-1871) qu’il entreprend ensuite, sous la supervision admirative de Eugène-Emmanuel Viollet-le-Duc, est décisive dans son évolution. Sa démarche consiste, selon ses propres termes, à rajeunir, les parties artistiques intérieures de style Renaissance flamande.
Passionné par l’étude et la nouveauté – il possède une bibliothèque considérable sur l’architecture et les arts décoratifs - il remporte ensuite, avec la maison des Chats (1874), le premier prix du concours organisé par la Ville de Bruxelles pour les façades des nouveaux boulevards centraux, aménagés sur le voûtement de la Senne. Avec cette maison, inspirée du style des maisons de gildes de la Grand-Place de Bruxelles, il s’inscrit désormais dans le renouveau d’un style – la néo-Renaissance flamande – d’inspiration nationale, aux côtés de Charles-Émile Janlet et Jules-Jacques Van Ysendyck. En digne représentant du courant éclectique de la fin du XIXe siècle, cela l’incitera à adapter, avec beaucoup d’audace, des éléments décoratifs typiques de la Renaissance flamande à des constructions d’un tout autre style, allant du néo-classicisme au baroque italien. Avec le ministère des Chemins de fer, de la Poste, du Télégraphe et de la Marine (1890) situé rue de Louvain, il signe une œuvre dépourvue de toute monotonie où se révèle un art de la scénographie et de la décoration très aigu.

## Réalisations
1. Architecture privée
- Maison bourgeoise - Bruxelles, avenue des Arts, 26 (1851)
- Maisons bourgeoises - Bruxelles, chaussée de Charleroi, 5-7-9 (1858-1860)
- Château du Domaine Provincial de Chevetogne (1863)
- Maison bourgeoise - Courtrai, Doorniksewijk 22 (1864)
- Château de Faulx-les-Tombes (1865-1868, agrandissement)
- Salles du Concert Noble - Bruxelles, rue d’Arlon, 82 (1870)
- Maison des Chats - Bruxelles, boulevard Adolphe Max, 1 (1874)
- Maison, avenue Louise, 73.
- Tour de Tournai, Parc du Cinquantenaire, 1880.
- Château de Wespelaer (1881-1883)
- Château Marnix de Sainte-Aldegonde à Bornem et ses dépendances (1883-1894)
- Hôtel particulier de Mr. Franz Kegeljan-Godin (aujourd'hui 'hôtel de ville de Namur'), au 42 rue de Fer, Namur
- Château de Marnix à Overijse

2. Architecture publique
- Hôtel de la Banque nationale de Belgique - Bruxelles, rue du Bois Sauvage (1860-1878), avec Wynand Janssens. Henri Beyaert, à la manière des architectes médiévaux, comme Anton Pilgram s'y est fait sculpter sur un cul-de-lampe, contemplant son œuvre.
- Restauration et conversion en musée de la porte de Hal, vestige de la seconde enceinte de Bruxelles (1868-1871)
- École de Soignies (1876-1877)
- Hôtel de la Banque Nationale de Belgique - Anvers (1875-1879)
- Gare et entrepôt des douanes - Tournai (1874-1879)
- Église Saint-Joseph des Tombes - Faulx-les-Tombes (1879-1882, décoration Paul Hankar)
- Square du Petit Sablon (1879-1899). Quarante-huit statues représentent chacune un métier
- Palais de la Nation, reconstruction de la Chambre après un incendie, rue de la Loi (1883-1886)
- Monument à Auguste Orts au coin de la rue Auguste Orts et du Boulevard Anspach à Bruxelles (1888)
- Église Saint-Martin - Everberg (1886-1894, restauration et agrandissement ; décoration Paul Hankar et Adolphe Crespin)
- Ancien siège de la Caisse Générale d'Épargne et de Retraite - Bruxelles, rue Fossé aux Loups (1889-1893)
- Ministère des Chemins de fer, de la Poste, du Télégraphe et de la Marine - Bruxelles, rue de Louvain (1890-1894, reconverti en Maison des Parlementaires)
- Fontaine de Brouckère, inaugurée en 1866 porte de Namur et déplacée à Laeken, square Palfijn en 1957

## Hommages et distinctions

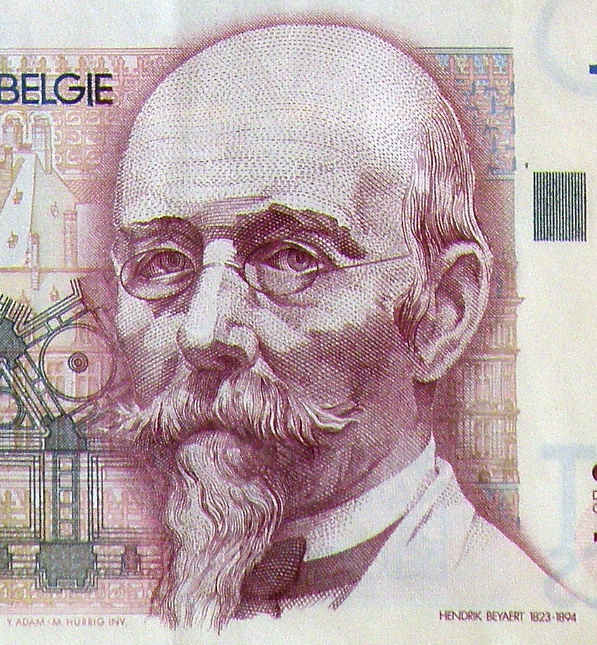
Portait d'Henri Beyaert issu d'un billet de 100 francs belges.

Beyaert est représenté sur le dernier billet de 100 francs belges émis par la Banque nationale de Belgique. On trouve une statue de Beyaert, œuvre du sculpteur Égide Melot, dans le hall d'entrée de la Banque nationale de Belgique, Au square du Petit Sablon à Bruxelles, Beyaert est représenté par Godefroid Van den Kerckhove sous les traits du représentant des métiers des Quatre Saints Couronnés. Il y a une rue Beyaert à Bruxelles et à Breda.
Il a reçu la distinction suivante :
- Commandeur de l'ordre de Léopold